# Alessandria del Carretto
Alessandria del Carretto és un municipi italià, dins de la província de Cosenza, que limita amb els municipis d'Albidona, Castroregio, Cerchiara di Calabria, Oriolo, Plataci, San Paolo Albanese, Cersosimo i Terranova di Pollino.

## Evolució demogràfica
| Població censada al municipi d'Alessandria del Carretto | Població censada al municipi d'Alessandria del Carretto | Població censada al municipi d'Alessandria del Carretto |
| ------------------------------------------------------- | ------------------------------------------------------- | ------------------------------------------------------- |
|                                                         |                                                         |                                                         |
| Notes:                                                  | Elaboració gràfica per part de la Viquipèdia            |                                                         |
|                                                         | Font: ISTAT (Institut Nacional d'Estadística)           |                                                         |